# 老虎岩摩崖石刻
老虎岩摩崖石刻，位于中国广东省河源市龙川县细坳镇，为龙川县的一个县级文物保护单位，类型为石窟寺及石刻，公布时间为1986年9月。
老虎岩摩崖石刻的历史年代为明代。